# Eubucco tucinkae
Eubucco tucinkae е вид птица от семейство Capitonidae.

## Разпространение
Видът е разпространен в Боливия, Бразилия и Перу.